# Chotimir
Chotimir – książę Karantanii, panujący od ok. 751 do 769 r., bratanek Boruty. 
Wychowany w Bawarii, był, podobnie jak jego poprzednik – Gorazd, chrześcijaninem i wspierał działające w Karantanii misje niemieckie oraz budowę kościołów. Polityka religijna Chotimira wywołała ostry sprzeciw jego poddanych i, po śmierci władcy, w kraju doszło do powstania zwolenników pogaństwa i czasowego obalenia władzy państwowej.